# Olympische Winterspiele 1984/Eishockey
Die Olympischen Winterspiele 1984 fanden in Sarajevo in Jugoslawien statt. Das olympische Eishockeyturnier wurde dabei in der Zeit vom 7. bis 19. Februar ausgetragen. Zwölf Mannschaften nahmen an diesem Turnier teil.
Teilnahmeberechtigt waren Gastgeber Jugoslawien, die acht Mannschaften der A-Gruppe der Eishockey-Weltmeisterschaft 1983, sowie die beiden besten Teams der B-Gruppe. Da die DDR als Sechstplatzierter der A-WM ihr Startrecht nicht wahrnahm, rückte Österreich als B-Gruppen-Dritter nach. Der letzte Startplatz wurde in einer Qualifikation zwischen dem B-Gruppen-Dritten und dem C-Gruppensieger ausgespielt. Für Österreich – nach dem Verzicht der DDR als B-Gruppen-Dritter schon direkt qualifiziert – nahm Norwegen als B-Gruppen-Vierter an der Ausscheidung teil.
Der Austragungsmodus wurde im Vergleich zum vorangegangenen Olympiaturnier nicht geändert, nur dass in diesem Jahr noch zusätzlich ein Spiel um Platz sieben ausgetragen wurde.
Im Gegensatz zu 1980 brachte dieses olympische Eishockeyturnier keine großen Überraschungen. Der amtierende Weltmeister aus der UdSSR holte zum sechsten Mal die Goldmedaille und zog damit nach Anzahl der Olympiasiege mit dem bisherigen Rekordhalter Kanada gleich. Enttäuschend war das Abschneiden des Titelverteidigers USA.

## Qualifikation
in Garmisch, BRD
| 9. April 1983  | Norwegen | – | Niederlande | 4:4  | (1:0,2:1,1:3) |
| 10. April 1983 | Norwegen | – | Niederlande | 10:2 | (3:0,4:2,3:0) |

Norwegen qualifizierte sich damit für das olympische Eishockeyturnier.

### Amateureigenschaften
Der Kader wurde vom österreichischen Verband (Trainer Rudolf Killias) am 10. Januar bekannt gegeben; es waren dies 19 Spieler, ein Zwanzigster sollte noch nachgenannt werden. Nachdem der finnische Verband die Eliminierung mehrerer österreichischer Cracks wegen vorheriger Profitätigkeit verlangt, dann aber seinen Protest am Vormittag des 6. Februar zurückgezogen hatte, schloss das IOC den bei Innsbruck spielenden Stürmer Greg Holst aus; an seiner Stelle wurde Helmut Koren nachnominiert. Allerdings war die Disqualifikation von Holst eher eine exemplarische Maßnahme gewesen, denn all die Austro-Kanadier hatten vor Jahren Geld verdient. Dies wurde von den österreichischen Medien dementsprechend kommentiert, wobei die »Tiroler Tageszeitung« vermutete, dass Wien Tirol in Stich gelassen habe, weil „kein Wiener, sondern bloß ein Tiroler Spieler betroffen war“. Aus disziplinären Gründen hatten die Österreicher bereits auf den bei Feldkirch spielenden Jeff Geiger, der bei den Vorbereitungen in Klagenfurt den „Zapfenstreich“ überschritten hatte, verzichtet gehabt (Geiger selbst sprach in einem Interview mit der „Kronenzeitung“ allerdings, „selbst gegangen zu sein“).

## Olympisches Eishockeyturnier

### Vorrunde

#### Gruppe A
| 7. Februar 1984 16:30 Uhr | Schweden Håkan Södergren (6:35) Bo Ericsson (19:50) Peter Gradin (31:04) Jens Öhling (37:42) Per-Erik Eklund (39:54) Håkan Eriksson (44:56) Jens Öhling (48:22) Mats Waltin (48:55) Michael Thelvén (50:45) Peter Gradin (54:25) Håkan Södergren (58:20) | 11:3 (2:1, 3:2, 6:0) | Italien Michael Mair (8:50) Thomas Milani (14:32) Grant Goegan (38:54) | Hala Skenderija II, Sarajevo Zuschauer: 1.500 |

| 7. Februar 1984 20:00 Uhr | Jugoslawien Mustafa Bešić (0:59) | 1:8 (1:1, 0:4, 0:3) | BR Deutschland Erich Kühnhackl (11:54) Manfred Wolf (22:18) Erich Kühnhackl (26:58) Erich Kühnhackl (31:37) Uli Hiemer (37:57) Marcus Kuhl (49:23) Harold Kreis (51:33) Ignaz Berndaner (57:05) | Hala Skenderija II, Sarajevo Zuschauer: 5.000 |

| 7. Februar 1984 20:30 Uhr | UdSSR Wiktor Tjumenew (2:43) Sergei Schepelew (5:39) Wladimir Kowin (8:24) Michail Wassiljew (22:12) Alexander Gerassimow (27:43) Nikolai Drosdezki (28:33) Alexander Koschewnikow (38:15) Sergei Schepelew (43:20) Sergei Makarow (46:36) Nikolai Drosdezki (50:06) Alexander Skworzow (52:51) Wladimir Kowin (59:00) | 12:1 (3:1, 4:0, 5:0) | Polen Krystian Sikorski (11:18) | Olympiahalle Zetra, Sarajevo Zuschauer: 2.500 |

| 9. Februar 1984 | UdSSR Michail Wassiljew (3:11) Nikolai Drosdezki (3:40) Sergei Makarow (8:17) Sinetula Biljaletdinow (19:00) Nikolai Drosdezki (39:47) | 5:1 (4:0, 1:1, 0:0) | Italien David Tomassoni (25:59) |  |

| 9. Februar 1984 | BR Deutschland Ignaz Berndaner (4:49) Franz Reindl (19:10) Michael Betz (28:22) Erich Kühnhackl (36:13) Helmut Steiger (37:40) Ernst Höfner (40:44) Roy Roedger (51:38) Roy Roedger (56:34) | 8:5 (2:2, 3:1, 3:2) | Polen Andrzej Zabawa (8:45) Jerzy Christ (15:10) Andrzej Nowak (35:02) Jan Piecko (52:06) Wiesław Jobczyk (57:59) |  |

| 9. Februar 1984 | Schweden Jens Öhling (6:04) Mats Waltin (10:32) Per-Erik Eklund (12:23) Peter Gradin (17:24) Thomas Åhlén (20:37) Håkan Eriksson (44:45) Thomas Åhlén (52:18) Peter Gradin (54:16) Håkan Eriksson (55:50) Thomas Rundqvist (59:16) Tomas Sandström (59:30) | 11:0 (4:0, 1:0, 6:0) | Jugoslawien |  |

| 11. Februar 1984 | Schweden Jens Öhling (8:17) | 1:1 (1:0, 0:0, 0:1) | BR Deutschland Uli Hiemer (56:14) |  |

| 11. Februar 1984 | Italien Martin Pavlu (23:49) John Bellio (27:52) Grant Goegan (29:54) Fabrizio Kasslatter (33:13) Martin Pavlu (42:37) Martin Pavlu (50:01) | 6:1 (0:1, 4:0, 2:0) | Polen Jerzy Christ (12:17) |  |

| 11. Februar 1984 | Jugoslawien Ivan Ščap (31:09) | 1:9 (0:4, 1:1, 0:4) | UdSSR Andrei Chomutow (2:47) Alexander Skworzow (7:00) Wladimir Kowin (7:16) Alexei Kassatonow (33:13) Wladimir Krutow (21:10) Andrei Chomutow (49:32) Wjatscheslaw Fetissow (51:42) Igor Larionow (57:17) Michail Wassiljew (59:04) |  |

| 13. Februar 1984 | UdSSR Sergei Makarow (5:03) Alexei Kassatonow (7:24) Nikolai Drosdezki (10:23) Wladimir Krutow (11:46) Nikolai Drosdezki (22:36) Wladimir Kowin (28:30) | 6:1 (4:1, 2:0, 0:0) | BR Deutschland Gerd Truntschka (19:58) |  |

| 13. Februar 1984 | Schweden Peter Gradin (5:25) Tommy Mörth (14:27) Peter Gradin (20:52) Thomas Åhlén (25:16) Peter Gradin (27:20) Peter Gradin (30:44) Mats Hessel (31:20) Michael Hjälm (33:32) Thomas Rundqvist (35:12) Tomas Sandström (57:41) | 10:1 (2:1, 7:0, 1:0) | Polen Andrzej Zabawa (17:27) |  |

| 13. Februar 1984 | Jugoslawien Mustafà Besic (20:40) Matjaž Sekelj (20:52) Mustafà Besic (40:45) Matjaž Sekelj (42:08) Gorazd Hiti (47:03) | 5:1 (0:0, 2:1, 3:0) | Italien Cary Farelli (20:15) |  |

| 15. Februar 1984 | UdSSR Nikolai Drosdezki (1:04) Wladimir Krutow (7:13) Nikolai Drosdezki (7:32) Wjatscheslaw Fetissow (13:38) Sergei Starikow (15:37) Alexander Gerassimow (26:40) Alexander Skworzow (30:40) Alexei Kassatonow (34:04) Wjatscheslaw Fetissow (37:44) Alexander Koschewnikow (59:29) | 10:1 (5:0, 4:0, 1:1) | Schweden Thomas Rundqvist (50:04) |  |

| 15. Februar 1984 | Jugoslawien Gorazd Hiti (9:52) | 1:8 (1:2, 0:3, 0:3) | Polen Jerzy Christ (4:02) Wiesław Jobczyk (10:14) Jan Stopczyk (23:52) Jerzy Christ (27:23) Stefan Chowaniec (36:41) Andrzej Zabawa (54:39) Jerzy Christ (55:21) Stanislaw Klocek (57:47) |  |

| 15. Februar 1984 | BR Deutschland Udo Kießling (3:14) Dieter Hegen (25:08) Franz Reindl (25:17) Ernst Höfner (37:03) Manfred Wolf (37:36) Dieter Hegen (38:19) Roy Roedger (44:43) Udo Kießling (54:47) Erich Kühnhackl (55:14) | 9:4 (1:0, 5:1, 3:3) | Italien Gerard Ciarcia (24:54) Mike Mastrullo (45:57) Cary Farelli (47:54) Grant Goegan (55:43) |  |

Abschlusstabelle
| Pl | Mannschaft     | Sp | S | U | N | Tore  | Diff | Pkt. |
| -- | -------------- | -- | - | - | - | ----- | ---- | ---- |
| 1. | UdSSR          | 5  | 5 | 0 | 0 | 42:5  | +37  | 10:0 |
| 2. | Schweden       | 5  | 3 | 1 | 1 | 34:15 | +19  | 7:3  |
| 3. | BR Deutschland | 5  | 3 | 1 | 1 | 27:17 | +10  | 7:3  |
| 4. | Polen          | 5  | 1 | 0 | 4 | 16:37 | −21  | 2:8  |
| 5. | Italien        | 5  | 1 | 0 | 4 | 15:31 | −16  | 2:8  |
| 6. | Jugoslawien    | 5  | 1 | 0 | 4 | 8:37  | −29  | 2:8  |

#### Gruppe B
| 7. Februar 1984 | Finnland Jarmo Mätitalo (17:24) Anssi Melametsä (32:51) Petri Skriko (37:03) Arto Javanainen (46:03) | 4:3 (1:0, 2:1, 1:2) | Österreich Rudolf König (37:54) Thomas Cijan (42:03) Rudolf König (52:30) |  |

| 7. Februar 1984 | Kanada Pat Flatley (0:22) Carey Wilson (12:02) Carey Wilson (22:12) Carey Wilson (49:19) | 4:2 (2:1, 1:1, 1:0) | USA David A. Jensen (10:10) David A. Jensen (33:54) |  |

| 7. Februar 1984 | Tschechoslowakei Dušan Pašek (9:56) Vincent Lukáč (15:55) Vladimír Caldr (23:03) Vladimír Růžička (24:21) Vincent Lukáč (27:24) Vincent Lukáč (32:11) Jiří Hrdina (35:24) Arnold Kadlec (43:55) Radoslav Svoboda (46:46) Jiří Hrdina (49:53) | 10:4 (2:0, 5:2, 3:2) | Norwegen Ørjan Løvdal (30:40) Petter Thoresen (37:39) Cato Hamre Andersen (41:29) Sven Lien (47:18) |  |

| 9. Februar 1984 | Kanada Dave Donnelly (3:00) Kirk Muller (11:55) Kirk Muller (20:13) Pat Flatley (23:58) Dave Tippett (33:40) Carey Wilson (34:47) Dave Gagner (29:34) Craig Redmond (55:47) | 8:1 (2:0, 4:0, 2:1) | Österreich Edward Lebler (40:20) |  |

| 9. Februar 1984 | Tschechoslowakei Igor Liba (12:23) Vincent Lukáč (17:47) Josef Rusnak (20:50) Igor Liba (41:17) | 4:1 (2:1, 1:0, 1:0) | USA Mark Kumpel (14:28) |  |

| 9. Februar 1984 | Finnland Anssi Melametsä (3:38) Arto Javanainen (4:49) Risto Jalo (9:08) Petri Skriko (11:42) Raimo Summanen (18:47) Raimo Summanen (23:15) Simo Saarinen (27:14) Petteri Lehto (30:57) Jarmo Mäkitalo (35:30) Petri Skriko (36:18) Petteri Lehto (38:30) Petri Skriko (42:07) Arto Sirviö (48:09) Arto Sirviö (54:38) Arto Sirviö (57:06) Juha Tuohimaa (57:35) | 16:2 (5:0, 6:1, 5:1) | Norwegen Erik Kristiansen (25:43) Cato Hamre Andersen (57:49) |  |

| 11. Februar 1984 | Tschechoslowakei Jiří Lála (24:37) Igor Liba (24:53) Vladimír Růžička (26:11) František Černík (26:38) Vladimír Kýhos (30:00) Vladimír Caldr (31:12) Vladimír Růžička (40:26) Dárius Rusnák (41:49) Pavel Richter (45:05) Dárius Rusnák (46:14) Radoslav Svoboda (49:17) Milan Chalupa (53:38) Vladimír Caldr (55:17) | 13:0 (0:0, 6:0, 7:0) | Österreich |  |

| 11. Februar 1984 | USA Paul Guay (15:15) Pat LaFontaine (18:07) Eddie Olczyk (49:23) | 3:3 (2:1, 0:1, 1:1) | Norwegen Arne Bergseng (11:31) Åge Ellingsen (22:37) Geir Myhre (47:11) |  |

| 11. Februar 1984 | Kanada Kirk Muller (3:26) Darren Lowe (43:56) Craig Redmond (49:06) Dave Gagner (54:01) | 4:2 (1:0, 0:2, 3:0) | Finnland Juha Tuohimaa (21:44) Petri Skriko (30:22) |  |

| 13. Februar 1984 | Kanada Russ Courtnall (9:44) Darren Lowe (10:53) Pat Flatley (25:14) Dave Gagner (34:14) Bruce Driver (37:57) Jean-Jacques Daigneault (46:37) Dave Gagner (49:41) Dave Gagner (58:18) | 8:1 (2:0, 3:0, 3:1) | Norwegen Stephen Foyn (56:44) |  |

| 13. Februar 1984 | Tschechoslowakei Arnold Kadlec (11:27) František Černík (12:38) František Černík (14:47) Jiří Hrdina (19:14) Josef Rusnak (23:46) Eduard Uvíra (48:28) Pavel Richter (59:59) | 7:2 (4:1, 1:1, 2:0) | Finnland Jarmo Mäkitalo (19:04) Juha Tuohimaa (22:49) |  |

| 13. Februar 1984 | USA Pat LaFontaine (12:04) David A. Jensen (13:12) Pat LaFontaine (43:34) David A. Jensen (43:53) Pat LaFontaine (49:49) Tom Hirsch (51:12) Scott Fusco (51:37) | 7:3 (2:1, 0:1, 5:1) | Österreich Johann Fritz (18:32) Edward Lebler (23:54) Rick Cunningham (45:29) |  |

| 15. Februar 1984 | Finnland Petri Skriko (1:52) Petri Skriko (33:51) Anssi Melametsä (59:39) | 3:3 (1:0, 1:2, 1:1) | USA Phil Verchota (26:01) Scott Bjugstad (31:39) Bob Brooke (59:22) |  |

| 15. Februar 1984 | Österreich Kurt Harand (0:42) Kurt Harand (1:51) Herbert Pöck (5:06) Herbert Pöck (9:58) Leo Sivec (22:29) Peter Raffl (25:23) | 6:5 (4:0, 2:4, 0:1) | Norwegen Stephen Foyn (26:01) Roy Johansen (24:05) Øivind Løsåmoen (32:07) Øivind Løsåmoen (37:12) Erik Kristiansen (44:40) |  |

| 15. Februar 1984 | Tschechoslowakei Vladimír Caldr (17:16) Igor Liba (22:00) Radoslav Svoboda (46:31) Vladimír Růžička (44:08) | 4:0 (1:0, 1:0, 2:0) | Kanada |  |

Abschlusstabelle
| Pl | Mannschaft       | Sp | S | U | N | Tore  | Diff | Pkt. |
| -- | ---------------- | -- | - | - | - | ----- | ---- | ---- |
| 1. | Tschechoslowakei | 5  | 5 | 0 | 0 | 38:7  | +31  | 10:0 |
| 2. | Kanada           | 5  | 4 | 0 | 1 | 24:10 | +14  | 8:2  |
| 3. | Finnland         | 5  | 2 | 1 | 2 | 27:19 | +8   | 5:5  |
| 4. | USA              | 5  | 1 | 2 | 2 | 16:17 | −1   | 4:6  |
| 5. | Österreich       | 5  | 1 | 0 | 4 | 13:37 | −24  | 2:8  |
| 6. | Norwegen         | 5  | 0 | 1 | 4 | 15:43 | −28  | 1:9  |

### Platzierungsspiele
Spiel um Platz 5
| 17. Februar 1984 16:00 Uhr | BR Deutschland Dieter Hegen (16:02) Erich Kühnhackl (34:48) Erich Kühnhackl (44:39) Erich Kühnhackl (49:24) Manfred Wolf (54:37) Dieter Hegen (58:55) Helmut Steiger (59:33) | 7:4 (1:2, 1:2, 5:0) | Finnland Petri Skriko (4:52) Anssi Melametsä (16:20) Raimo Summanen (20:49) Risto Jalo (32:39) | Hala Skenderija II, Sarajevo Zuschauer: 1.500 |

Spiel um Platz 7
| 17. Februar 1984 20:00 Uhr | USA Eddie Olczyk (3:39) Scott Bjugstad (14:41) Pat LaFontaine (20:15) Scott Bjugstad (16:47) David A. Jensen (38:38) Phil Verchota (39:13) Gary Sampson (16:29) | 7:4 (2:2, 4:2, 1:0) | Polen Stanislaw Klocek (4:52) Henryk Pytel (16:20) Wiesław Jobczyk (37:15) Krystian Sikorski (38:57) | Hala Skenderija II, Sarajevo Zuschauer: 2.000 |

### Finalrunde um die Plätze 1–4
| 17. Februar 1984 17:00 Uhr | Tschechoslowakei Vladimír Růžička (55:00) Jaroslav Benák (58:51) | 2:0 (0:0, 0:0, 2:0) | Schweden | Olympiahalle Zetra, Sarajevo Zuschauer: 7.500 |

| 17. Februar 1984 20:30 Uhr | UdSSR Wladimir Kowin (31:31) Alexander Koschewnikow (34:19) Alexander Skworzow (54:41) Nikolai Drosdezki (56:59) | 4:0 (0:0, 2:0, 2:0) | Kanada | Olympiahalle Zetra, Sarajevo Zuschauer: 6.500 |

| 19. Februar 1984 10:00 Uhr | Schweden Peter Gradin (31:21) Håkan Södergren (46:59) | 2:0 (0:0, 1:0, 1:0) | Kanada | Olympiahalle Zetra, Sarajevo Zuschauer: 4.000 |

| 19. Februar 1984 13:30 Uhr | UdSSR Alexander Koschewnikow (6:38) Wladimir Krutow (21:12) | 2:0 (1:0, 1:0, 0:0) | Tschechoslowakei | Olympiahalle Zetra, Sarajevo Zuschauer: 7.000 |

| Pl | Mannschaft       | Sp | S | U | N | Tore | Diff | Pkt. |
| -- | ---------------- | -- | - | - | - | ---- | ---- | ---- |
| 1. | UdSSR            | 3  | 3 | 0 | 0 | 16:1 | +15  | 6:0  |
| 2. | Tschechoslowakei | 3  | 2 | 0 | 1 | 6:2  | +4   | 4:2  |
| 3. | Schweden         | 3  | 1 | 0 | 2 | 3:12 | −9   | 2:4  |
| 4. | Kanada           | 3  | 0 | 0 | 3 | 0:10 | −10  | 0:6  |

(direkte Vergleiche der Vorrunde wurden übernommen)

## Abschlussplatzierung und Kader der Mannschaften
| Platzierung    | Mannschaft       | Spieler |
| -------------- | ---------------- | --- |
| Goldmedaille   | UdSSR            | Sinetula Biljaletdinow, Andrei Chomutow, Nikolai Drosdezki, Wjatscheslaw Fetissow, Alexander Gerassimow, Alexei Kassatonow, Wladimir Kowin, Alexander Koschewnikow, Wladimir Krutow, Igor Larionow, Sergei Makarow, Wladimir Myschkin, Wassili Perwuchin, Sergei Schepelew, Alexander Skworzow, Sergei Starikow, Igor Stelnow, Wladislaw Tretjak, Wiktor Tjumenew, Michail Wassiljew Trainerstab: Wiktor Tichonow, Wladimir Jursinow |
| Silbermedaille | Tschechoslowakei | Jaroslav Benák, Vladimír Caldr, František Černík, Milan Chalupa, Miloslav Hořava, Jiří Hrdina, Arnold Kadlec, Jaroslav Korbela, Jiří Králík, Vladimír Kýhos, Jiří Lála, Igor Liba, Vincent Lukáč, Dušan Pašek, Pavel Richter, Vladimír Růžička, Dárius Rusnák, Jaromír Šindel, Radoslav Svoboda, Eduard Uvíra Trainerstab: Luděk Bukač, Stanislav Neveselý                                                                           |
| Bronzemedaille | Schweden         | Thomas Åhlén, Per-Erik Eklund, Thom Eklund, Bo Ericsson, Håkan Eriksson, Peter Gradin, Mats Hessel, Michael Hjälm, Göran Lindblom, Tommy Mörth, Håkan Nordin, Rolf Ridderwall, Jens Öhling, Thomas Rundqvist, Tomas Sandström, Håkan Södergren, Mats Thelin, Michael Thelvén, Mats Waltin, Göte Wälitalo Trainer: Anders Parmström                                                                                                   |
| 4              | Kanada           | Bruce Driver, Carey Wilson, Craig Redmond, Dan Wood, Darren Eliot, Darren Lowe, Dave Donnelly, Dave Gagner, Dave Tippett, Doug Lidster, James Patrick, J. J. Daigneault, Kevin Dineen, Kirk Muller, Mario Gosselin, Pat Flatley, Robin Bartel, Vaughn Karpan, Russ Courtnall, Warren Anderson |
| 5              | BR Deutschland   | Andreas Niederberger, Bernhard Englbrecht, Dieter Hegen, Erich Kühnhackl, Ernst Höfner, Franz Reindl, Gerd Truntschka, Harold Kreis, Helmut Steiger, Ignaz Berndaner, Joachim Reil, Karl Friesen, Manfred Ahne, Manfred Wolf, Marcus Kuhl, Michael Betz, Peter Scharf, Roy Roedger, Udo Kießling, Uli Hiemer |
| 6              | Finnland         | Anssi Melametsä, Arto Javanainen, Arto Ruotanen, Arto Sirviö, Erkki Laine, Hannu Oksanen, Harri Tuohimaa, Jarmo Mäkitalo, Jorma Valtonen, Kari Takko, Markus Lehto, Petteri Lehto, Petri Skriko, Pertti Lehtonen, Raimo Helminen, Raimo Summanen, Risto Jalo, Simo Saarinen, Timo Jutila, Ville Sirén |
| 7              | USA              | Al Iafrate, Scott Bjugstad, Chris Chelios, Corey Millen, David A. Jensen, David H. Jensen, Eddie Olczyk, Gary Sampson, John Harrington, Marc Behrend, Mark Fusco, Steven Griffith, Mark Kumpel, Pat LaFontaine, Paul Guay, Phil Verchota, Bob Brooke, Bob Mason, Scott Fusco, Tom Hirsch |
| 8              | Polen            | Andrzej Chowaniec, Andrzej Hachuła, Andrzej Ujwary, Andrzej Zabawa, Andrzej Nowak, Gabriel Samolej, Henryk Gruth, Jan Piecko, Jan Stopczyk, Janusz Adamiec, Jerzy Christ, Krystian Sikorski, Leszek Jachna, Ludwik Synowiec, Marek Cholewa, Robert Szopiński, Stanisław Klocek, Wiesław Jobczyk, Włodzimierz Olszewski, Henryk Pytel                                                                                                 |
| 9              | Italien          | Marco Capone, Jim Corsi, Adriano Tancon – John Bellio, Gerard Ciarcia, Norbert Gasser, Erwin Kostner, Mike Mastrullo, Gino Pasqualotto, David Tomassoni – Bob De Piero, Cary Farelli, Grant Goegan, Adolf Insam, Fabrizio Kasslatter, Michael Mair, Lodovico Migliore, Thomas Milani, Martin Pavlu, Constant Priondolo, Norbert Prünster Trainer: Ron Ivany                                                                          |
| 10             | Österreich       | Helmut Koren, Herbert Pöck, Bernard Hutz, Edward Lebler, Fritz Ganster, Giuseppe Mion, Helmut Petrik, Johann Fritz, Kelly Greenbank, Konrad Dorn, Kuno Sekulic, Kurt Harand, Leo Sivec, Martin Platzer, Michael Rudman, Peter Raffl, Rick Cunningham, Rudolf König, Thomas Cijan |
| 11             | Jugoslawien      | Andrej Vidmar, Blaž Lomovšek, Bojan Razpet, Cveto Pretnar, Dejan Burnik, Drago Horvat, Drago Mlinarec, Eduard Hafner, Gorazd Hiti, Igor Beribak, Peter Klemenc, Ivan Ščap, Jože Kovač, Marjan Gorenc, Matjaž Sekelj, Murajica Pajič, Mustafa Bešić, Tomaž Lepša, Vojko Lajovec, Zvone Šuvak |
| 12             | Norwegen         | Åge Ellingsen, Arne Bergseng, Bjørn Skaare, Cato Hamre Andersen, Erik Kristiansen, Erik Nerell, Frank Vestreng, Geir Myhre, Jim Marthinsen, Jon-Magne Karlstad, Jørn Goldstein, Per-Arne Kristiansen, Petter Thoresen, Roy Johansen, Stephen Foyn, Sven Lien, Trond Abrahamsen, Øivind Løsåmoen, Ørjan Løvdal, Øystein Jarlsbo |

## Beste Scorer
Abkürzungen:  Sp = Spiele, T = Tore, V = Assists, Pkt = Punkte, SM = Strafminuten; Fett:  Turnierbestwert
| Spieler               | Team             | Sp | T  | V | Pkt | SM |
| --------------------- | ---------------- | -- | -- | - | --- | -- |
| Erich Kühnhackl       | BR Deutschland   | 6  | 8  | 6 | 14  | 12 |
| Peter Gradin          | Schweden         | 7  | 9  | 4 | 13  | 6  |
| Nikolai Drosdezki     | UdSSR            | 7  | 10 | 2 | 12  | 2  |
| Wjatscheslaw Fetissow | UdSSR            | 7  | 3  | 8 | 11  | 8  |
| Petri Skriko          | Finnland         | 6  | 6  | 4 | 10  | 8  |
| Vladimír Růžička      | Tschechoslowakei | 7  | 4  | 6 | 10  | 0  |
| Raimo Summanen        | Finnland         | 6  | 4  | 6 | 10  | 4  |
| Dárius Rusnák         | Tschechoslowakei | 7  | 4  | 6 | 10  | 6  |
| Jiří Hrdina           | Tschechoslowakei | 7  | 4  | 6 | 10  | 10 |
| Vincent Lukáč         | Tschechoslowakei | 7  | 4  | 5 | 9   | 2  |